# Flame Point
Der Flame Point (englisch für polnisch Płomienny Przylądek ‚Feuriges Kap‘) ist eine Landspitze an der Südküste von King George Island im Archipel der Südlichen Shetlandinseln. Am Nordufer der King George Bay liegt sie westlich des Turret Point.
Der polnische Geologe Andrzej Paulo benannte sie im Zuge einer von 1979 bis 1980 durchgeführten polnischen Antarktisexpedition.